# Zasłonak blednący
Zasłonak blednący (Cortinarius hoeftii (Weinm.) Fr.) – gatunek grzybów należący do rodziny zasłonakowatych (Cortinariaceae).

## Systematyka i nazewnictwo
Pozycja w klasyfikacji według Index Fungorum: Cortinarius, Cortinariaceae, Agaricales, Agaricomycetidae, Agaricomycetes, Agaricomycotina, Basidiomycota, Fungi.
Po raz pierwszy opisał go w 1836 r. Johann Anton Weinmann, nadając mu nazwę Agaricus hoeftii. W 1838 r. Elias Fries przeniósł go do rodzaju Cortinarius. Synonimy:
- Agaricus hoeftii Weinm. 1836
- Gomphos hoeftii (Weinm.) Kuntze 1891
- Hydrocybe hoeftii (Weinm.) M.M. Moser 1953

Andrzej Nespiak w 1981 r. nadał mu polską nazwę zasłonak Höltiga, Władysław Wojewoda w 2003 r. zmienił ją na zasłonak blednący.

## Występowanie i siedlisko
Podano jego stanowiska tylko w Europie. W Polsce jego stanowiska podał w 1960 r. Stanisław Domański i B. Gierczyk i inni w późniejszych latach.
Naziemny grzyb mykoryzowy występujący w lasach.